# Janko Vukotić
Janko Vukotić (Čevo, 18 febbraio 1866 – Belgrado, 4 febbraio 1927) è stato un generale e politico montenegrino.

## Biografia
Appartenente al clan dei Vukotić e imparentato con Petar Vukotić e Milena Vukotić, compì gli studi ginnasiali a Cettigne e poi frequentò l'Accademia militare di Modena. Nel 1902 raggiunse il grado di brigadier generale, mentre cinque anni dopo fu fregiato del titolo di serdar. Ricoprì l'incarico di ministro della Guerra del Montenegro tra il 1905 ed il 1907, tra il 1911 ed il 1912 e tra il 1913 ed il 1915. Tra il 1913 ed il 1915 fu anche primo ministro del Montenegro.
Durante la prima guerra balcanica comandò l'Armata Orientale Montenegrina, attiva nel Sangiaccato e nella Metochia. Nella seconda guerra balcanica invece, si distinse nella battaglia di Bregalnica, alla testa della Divisione Montenegrina della 1ª Armata Serba contro le forze bulgare.
Durante la prima guerra mondiale, in qualità di Capo di stato maggiore dell'esercito montenegrino, fu posto a capo del Distaccamento dell'Erzegovina, incaricato di difendere Nikšić ed il Montenegro occidentale. Con la riorganizzazione dei quadri di comando serbo-montenegrini, Vukotić fu assegnato al comando delle truppe del Sangiaccato. Il 26 agosto 1914 le forze serbo-montenegrine lanciarono un'offensiva che le portò a riconquistare Pljevlja, ad occupare Čajniče e a varcare la Drina l'11 settembre.
Nel gennaio 1916, durante la ritirata dell'esercito serbo verso l'Adriatico, le truppe di Vukotić fermarono l'avanzata degli austro-ungarici nei pressi del villaggio di Mojkovac. Grazie a questa fondamentale vittoria, ottenuta per altro contro un nemico numericamente superiore, i Serbi poterono completare la loro ritirata senza essere incalzati da nord dalle truppe imperiali. Il 19 gennaio seguente il generale Vukotić firmò la resa del Montenegro e fu successivamente internato nel campo di prigionia di Boldogasszony, in Ungheria.
Dopo la guerra fu inquadrato nel neonato esercito del Regno dei Serbi, Croati e Sloveni con il grado di generale. Nel 1926 fu promosso generale d'armata. È sepolto nel Cimitero Nuovo di Belgrado.